# Angèle-Marie Littlejohn
Pour les articles homonymes, voir Littlejohn.
Jeanne Littlejohn, en religion Sœur Angèle-Marie, est une religieuse maltaise de la congrégation des Sœurs missionnaires de Notre-Dame des Apôtres, née le 22 novembre 1934 à Tunis et tuée le 3 septembre 1995 à Alger. Elle enseignait la couture et la langue dans le quartier Belcourt, à Alger. Elle est proclamée bienheureuse le 8 décembre 2018, avec le groupe des 19 martyrs d'Algérie.

## Biographie
Jeanne Littlejohn est née à Tunis le 22 novembre 1934,, de nationalité maltaise. Elle devient à 8 ans orpheline de père.
Elle entre très jeune chez les Sœurs missionnaires de Notre-Dame des Apôtres. Dyslexique, elle éprouve des difficultés à suivre et terminer sa formation religieuse. Elle devient Sœur Angèle-Marie, et prononce ses vœux le 8 septembre 1959.
L'habileté manuelle de sœur Angèle-Marie lui permet d'enseigner la broderie et la dentelle d'art. Elle enseigne d'abord dans un orphelinat et internat de jeunes filles, de 1959 à 1964, puis à l'École des arts industriels et décoratifs d'Alger, à Belcourt, de 1964 à sa mort en 1995,.
C'est en réponse à l'appel du père Scotto, le prêtre desservant le quartier Belcourt, que sœur Angèle-Marie et sœur Bibiane sont arrivées dans ce quartier, pour y faire de l'alphabétisation. Elles sont rejointes ensuite par sœur Yolanda. Elles forment ainsi à Belcourt une petite communauté de trois religieuses de leur congrégation de Notre-Dame des Apôtres.
Elles enseignent dans le quartier Belcourt à la fois la couture et la langue, pendant trente-et-un ans. Avec sœur Bibiane, elles visitent toutes les deux les familles de leurs élèves. Elles connaissent tout le monde, spécialement les plus pauvres. Elles participent à la vie locale et sont très appréciées dans le quartier. Peu avant leur mort, les jeunes d'une équipe de football viennent leur montrer leur trophée.
Avec sœur Bibiane Leclercq, le 3 septembre 1995, elle va à pied pour la messe chez les Petites sœurs de l'Assomption. Au retour, elles sont toutes les deux assassinées à bout portant. La peur règne tellement que malgré l'attachement que tout le monde leur porte, personne dans le quartier n'ose montrer son soutien après leur mort.

## Béatification
Le pape François reconnaît le 26 janvier 2018 qu'elle est morte en martyre, comme les autres « martyrs d'Algérie ». Elle est proclamée bienheureuse lors de la cérémonie de béatification le 8 décembre 2018 en Algérie, à Oran.